# Binh đoàn 11 (Nhật Bản)
Binh đoàn 11 (第11軍, Dai-jyū-ichi gun) là một đại đơn vị cấp quân đoàn của Lục quân Đế quốc Nhật Bản, tham gia chiến tranh Trung-Nhật lần thứ 2.

## Lịch sử
Binh đoàn 11 được thành lập ngày 4 tháng 7 năm 1938, thuộc Phương diện quân Trung Chi Na, nhiệm vụ chính của binh đoàn là chinh phạt và chiếm đóng các tỉnh miền trung của Trung Quốc giữa sông Dương Tử và sông Hoàng Hà. Binh đoàn 11 đóng vai trò quan trọng trong trận Vũ Hán. Từ tháng 9 năm 1939, binh đoàn nằm trong biên chế Chi Na phái khiển quân và đến tháng 9 năm 1944; được chuyển nhập vào Phương diện quân 6. Với sự đầu hàng của Nhật Bản, binh đoàn bị giải tán tại Tuyền Châu (Quế Lâm).

## Danh sách chỉ huy

### Tư lệnh
|   | Name                        | From              | To                |
| - | --------------------------- | ----------------- | ----------------- |
| 1 | Trung tướng Okamura Yasuji  | 23 Tháng 6, 1938  | 9 Tháng 3, 1940   |
| 2 | Trung tướng Sonobe Waichiro | 9 Tháng 3, 1940   | 4 Tháng 4, 1941   |
| 3 | Trung tướng Anami orechika  | 4 Tháng 4, 1941   | 1 Tháng 7, 1942   |
| 4 | Trung tướng Osamu Tsukada   | 1 Tháng 7, 1942   | 22 Tháng 12, 1942 |
| 5 | Trung tướng Isamu Yokoyama  | 22 Tháng 12, 1942 | 22 Tháng 11, 1944 |
| 6 | Trung tướng Yoshio Kotsuki  | 22 Tháng 11, 1944 | 7 Tháng 4, 1945   |
| 7 | Trung tướng Kasahara Yukio  | 7 Tháng 4 1945    | 15 Tháng 8, 1945  |

### Tham mưu
|   | Name                          | From             | To               |
| - | ----------------------------- | ---------------- | ---------------- |
| 1 | Đại tướng Yoshimoto Teiichi   | 20 Tháng 6, 1938 | 31 Tháng 1, 1939 |
| 2 | Trung tướng Takazo Numata     | 31 Tháng 1, 1939 | 1 Tháng 8, 1939  |
| 3 | Trung tướng Junsei Aoki       | 4 Tháng 8, 1939  | 1 Tháng 3, 1941  |
| 4 | Thiếu tướng Isami Kinoshita   | 1 Tháng 3, 1941  | 1 Tháng 12, 1942 |
| 5 | Thiếu tướng Kunio Osonoe      | 1 Tháng 12, 1942 | 7 Tháng 2, 1944  |
| 6 | Thiếu tướng Sadatake Nakayama | 7 Tháng 2, 1944  | 23 Tháng 4, 1945 |
| 7 | Thiếu tướng Banzo Fukutomi    | 23 Tháng 4, 1945 | 15 Tháng 8, 1945 |

## Biên chế Tập đoàn quân
Biên chế năm 1945
- Sư đoàn 58
- Lữ đoàn Bộ binh Độc lập 22
- Lữ đoàn Bộ binh Độc lập 88

### Sách
- Dorn, Frank (1974). The Sino-Japanese War, 1937-41: From Marco Polo Bridge to Pearl Harbor. MacMillan. ISBN 978-0-02-532200-4.
- Madej, Victor (1981). Japanese Armed Forces Order of Battle, 1937-1945. Game Publishing Company. ASIN: B000L4CYWW.